# Franz Pienßel
Franz Pienßel (* 8. Januar 1959 in München; † 19. Januar 2016) war ein deutscher Politiker (CSU).
Pienßel besuchte die Grundschule Ridlerstraße und das Theresiengymnasium, wo er auch sein Abitur machte. Nach seinem Studium der Politikwissenschaft und der Volkswirtschaft wurde er selbständiger Werbeberater.
1978 wurde Pienßel Mitglied der CSU, wo er zunächst Kreisgeschäftsführer und dann Kreisvorsitzender wurde. Er saß von 1998 bis 2003 im Bayerischen Landtag.